# Ernest William Hey Groves
Ernest William Hey Groves FRCS (* 20. Juni 1872 in Indien; † 1944) war ein britischer Mediziner.

## Leben
Ernest William Hey Groves wurde als Sohn des Bauingenieurs Edward Kennaway Groves 1872 in Indien geboren. Als Hey Groves drei Jahre alt war, ließ sich seine Familie in Bristol nieder. Seine medizinische Ausbildung erhielt es am Londoner St Bartholomew’s Hospital. 1895 schloss er das Studium ab. Zunächst lag sein Interesse auf dem Gebiet der Geburtshilfe. Nach einem Studienaufenthalt in Tübingen ließ er sich in einem Vorort von Bristol als Allgemeinmediziner nieder. Sein Haus wurde eine Privatklinik und er führte dort Operationen durch. 1905 wurde er Mitglied des Royal College of Surgeons of England und Master of Surgery der University of London. Im gleichen Jahr wurde er Arzt am Bristol General Hospital. Parallel dazu war er Senior-Prosektor an der University of Bristol. Während des Ersten Weltkriegs war Hey Groves beim Royal Army Medical Corps in Ägypten. Ab 1922 hatte er in Bristol den Chair of Surgery inne. Hey Groves war Präsident der British Orthopaedic Association. 1941 ging er in den Ruhestand.
Hey Groves war seit 1896 mit Frederica Anderson, die als Krankenschwester am St Bartholomew’s Hospital arbeitete, verheiratet.

## Werk
Hey Groves gilt als Vater der modernen Kreuzbandchirurgie. 1917 entnahm er einem Patienten mit Kreuzbandriss einen gestielten Streifen des Tractus iliotibialis mit dem er eine Kreuzbandrekonstruktion durchführte. Den Streifen führte er dabei durch zwei Bohrkanäle, die vom Epicondylus  zur Fossa intercondylica, sowie vom Schienbein zur Eminentia intercondylica reichten.

## Weiterführende Literatur
- B. Brahma und M. Singh: The man behind the name: Ernest William Hey Groves 1872-1944. In: NATNEWS 19, 1982, S. 26. PMID 7048104
- Bristol Medico-Chirurgical Society: Hey Groves, golfer, surgeon and pioneer.